# Villamalea
Villamalea é um município da Espanha na província de Albacete, comunidade autónoma de Castilla-La Mancha, de área 127,86 km² com população de 3873 habitantes (2004) e densidade populacional de 30,29 hab/km².

## Demografia
| Variação demográfica do município entre 1991 e 2004 | Variação demográfica do município entre 1991 e 2004 | Variação demográfica do município entre 1991 e 2004 | Variação demográfica do município entre 1991 e 2004 |
| --------------------------------------------------- | --------------------------------------------------- | --------------------------------------------------- | --------------------------------------------------- |
| 1991                                                | 1996                                                | 2001                                                | 2004                                                |
| 3377                                                | 3449                                                | 3683                                                | 3873                                                |